# ديمون فوكس
ديمون فوكس (بالإنجليزية: Damon Fox)‏ هو مغني أمريكي، ولد في 17 مايو 1966.

## وصلات خارجية
- ديمون فوكس على موقع IMDb (الإنجليزية)
- ديمون فوكس على موقع قاعدة بيانات الفيلم (الإنجليزية)